# Municipio de Ludell
El municipio de Ludell (en inglés, Ludell Township) es un municipio del condado de Rawlins, Kansas, Estados Unidos. Tiene una población estimada, a mediados de 2023, de 88 habitantes.

## Geografía
Está ubicado en las coordenadas 39°52′3″N 100°56′19″O / 39.86750, -100.93861. Según la Oficina del Censo, tiene una superficie total de 91.51 km², de los cuales 91.50 km² corresponden a tierra firme y 0.01 km² están cubiertos de agua.

## Demografía
Según el censo de 2020, en ese momento había 91 personas residiendo en la zona. La densidad de población era de 0.99 hab./km². El 89.01 % de los habitantes eran blancos, el 1.10 % era asiático, el 2.20 % eran de otras razas y el 7.69% eran de una mezcla de razas. Del total de la población, el 3.30 % eran hispanos o latinos de cualquier raza.